# Thót Ferenc
Thót Ferenc (Rácújfehértó, 1817. április 6. – 1909. március 7.) református főiskolai tanár.

## Életútja
1830-ban Debrecenben a református kollégium felső osztályába lépett. 1838-ban a debreceni református elemi iskola tanítója lett. 1839 augusztusában a III. gimnáziumi osztály tanítója ugyanott; azután nevelő volt. 1850. szeptemberben a történelem, latin és görög irodalom ideiglenes, 1851. augusztus 15-től rendes tanára lett a református főiskolában. 1853-tól 1855-ig a hittanhallgatók részére a nevelés-tanítástant, művelődéstörténetet, latin és görög irodalmat adta elő. 1855. szeptember 11-én a bölcseleti tanszékre helyeztetett át. 1874-ben a jogbölcseletet is tanította a joghallgatóknak, 1890. októbertől nyugalomban élt.

## Művei
- A bölcsészet története. Debreczen, 1872., 1874., 1884. (Ó-kor, Közép-kor, Új-kor). Három kötet.
- Jogbölcsészet, Ahrens H. azután hallgatói részére vezérfonalul dolgozta. Uo. 1885. (Kézirat gyanánt tanítványai számára 200 példányban nyomatott).